# الكويت الرأي الآخر
كتاب الكويت: الرأي الآخر، هو كتاب من تأليف المُفكر والدكتور الكويتي عبد الله النفيسي ونُشر لأول مرة في عام 1978. والذي يؤكد على أن الكويت تُعاني من ثالوث خطير وهو سياسي واقتصادي واجتماعي والذي يُشكل تحديًا كبيرًا للكويتيين.

## مقدمة الكتاب
وفي مقدمة الكتاب يوضح النفيسي سبب تأليفه هذا الكتاب فيقول:
ويُضيف: